# ويتني جونز
ويتني جونز (بالإنجليزية: Whitney Jones)‏ مواليد 11 أغسطس 1986، هي لاعبة كرة مضرب أمريكية سابقة بدأت مسيرتها كمحترفة سنة 2003، اعتزلت اللعب في 2012. أعلى تصنيف لها في الفردي كان المركز الـ 572 في سنة 2011. أعلى تصنيف لها في الزوجي كان المركز الـ 230 في سنة 2011.

## روابط خارجية
- ويتني جونز على موقع رابطة محترفات التنس (الإنجليزية)
- ويتني جونز على موقع الاتحاد الدولي لكرة المضرب (الإنجليزية)